# Rocannon
Rocannon (Amerikaanse: Rocannon’s world) is een sciencefiction-roman uit 1966 van de Amerikaanse schrijfster Ursula Le Guin. Het origineel werd uitgebracht door uitgeverij Ace Books Inc. in New York. De Nederlandstalige versie werd uitgegeven door Uitgeverij Het Spectrum in de Prisma Pocketsreeks onder catalogusnummer 1624 (kostprijs 3,50 gulden). De Nederlandse pers besteedde nauwelijks aandacht aan Rocannon.
Rocannon behoort tot de zogenaamde Hainish cyclus, al werd daar bij de Nederlandse uitgave geen melding van gemaakt. Samen met Ballingsplaneet, een ander deel uit de cyclus, werd het boek pas naar het Nederlands vertaald toen Le Guin daar furore maakte met de Aardzee-trilogie. De Shing-begoocheling was al eerder uitgebracht door Het Spectrum, Duisters linkerhand bij Meulenhoff.
Le Guinn introduceert in deze roman het Weerwort.

## Synopsis
De etnoloog Gaverel Rocannon probeert door middel van een expeditie een verre wereld binnen het Verbond van alle werelden Fomalhaut II verder in kaart te brengen. Hij treft er naast de drie al bekende rassen een nieuw ras aan, dat het Verbond niet gunstig gezind is en in gevecht is met de drie andere stammen. Rocannon blijft tijdens de ontdekkingsreis met allerlei gevechten als enige in leven. De Faradays, die vijandig zijn ten opzichte van het Verbond, beschikken over een nauwelijks vindbare basis en geavanceerde wapens. Rocannon strijdt met de drie volkeren tegen de Faradays, op een katachtig wezen met vleugels. Zijn strijd zorgt ervoor dat hijzelf een legende wordt en dat de planeet uiteindelijk naar hem vernoemd wordt
Het verhaal wordt voorafgegaan door een eerder gepubliceerd kort verhaal (Het halssnoer) van Le Guinn, dat ze als uitgangspunt gebruikte voor de roman.